# Galun
Galun je nenaseljeni otočić u hrvatskom dijelu Jadranskog mora. Pripada Kvarnerskoj skupini otoka. Nalazi se oko 3 kilometara od mjesta Stara Baška na otoku Krku. Administrativno je dio općine Punat.
Visine je oko 9 metara.
Njegova površina iznosi 0,060172 km². Dužina obalne crte iznosi 1,28 km.
Obale su niske, ali kamenite i nepristupačne osim malenog mula kraj svjetionika. Oznaka svjetionika je: B Bl 3Gp 10s 12m 8M. Time lanterna s 12 metara nadmorske visine za tri metra prelazi najvišu točku na otočiću.
Na sjevernoj strani otočića je hrid, a s jugoistočne plićina.
Vegetaciju na otoku čini samo nisko raslinje. Na Galunu obitava velika kolonija galebova.